# وشپن
وشپن (به آلمانی: Wespen) یک منطقهٔ مسکونی در آلمان است که در باربی واقع شده‌است. وشپن ۲۳۸ نفر جمعیت دارد.